# Baron Wynford

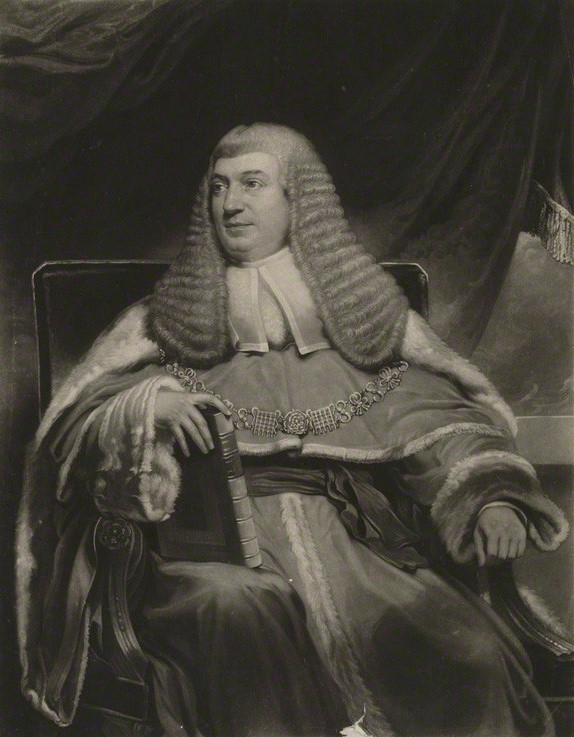
William Best, 1. Baron Wynford

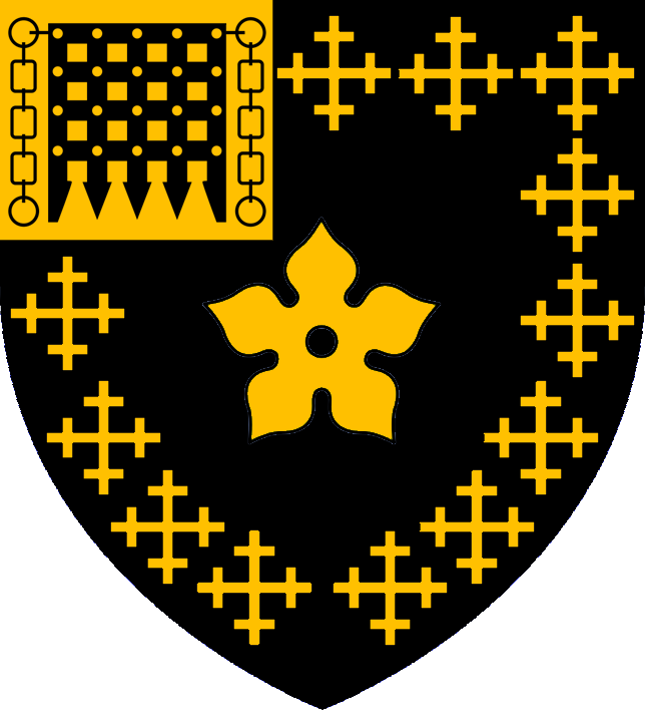
Wappen der Barone Wynford

Baron Wynford, of Wynford Eagle in the County of Dorset, ist ein erblicher britischer Adelstitel in der Peerage of the United Kingdom.
Familiensitz der Barone ist Wynford House bei Dorchester in Dorset.

## Verleihung
Der Titel wurde am 5. Juni 1829 den Juristen und Politiker Sir William Best verliehen, anlässlich seines Ausscheidens aus dem Amt des Chief Justice of the Court of Common Pleas.
Heutiger Titelinhaber ist seit 2002 sein Nachfahre John Best als 9. Baron.

## Liste der Barone Wynford (1829)
- William Best, 1. Baron Wynford (1767–1845)
- William Best, 2. Baron Wynford (1798–1869)
- William Best, 3. Baron Wynford (1826–1899)
- Henry Best, 4. Baron Wynford (1829–1903)
- George Best, 5. Baron Wynford (1838–1904)
- Philip Best, 6. Baron Wynford (1871–1940)
- Samuel Best, 7. Baron Wynford (1874–1943)
- Robert Best, 8. Baron Wynford (1917–2002)
- John Best, 9. Baron Wynford (* 1950)

Titelerbe (Heir apparent) ist der Sohn des aktuellen Titelinhabers, Hon. Harry Robert Francis Best (* 1987).